# Sindora laotica
Sindora laotica är en ärtväxtart som beskrevs av François Gagnepain. Sindora laotica ingår i släktet Sindora och familjen ärtväxter. Inga underarter finns listade i Catalogue of Life.